# Station Pontarlier
Station Pontarlier is een spoorwegstation in de Franse gemeente Pontarlier.